# Well I Ask You
"Well I Ask You" är en brittisk sång, skriven av Les Vandyke.
Den insjöngs av Eden Kane som uppföljaren till hans debutsingel, "Hot Chocolate Crazy" (1960). «Well I Ask You» blev utgiven på singeln Decca F 11353 år 1961. Den arrangerades av John Keating og producerades av Bunny Lewis. B-sidan var "Before I Lose My Mind", som också var skriven av Les Vandyke.

## Svensk version
Den svenska titeln är "Törs man fråga".

### Inspelning
Björn Forsberg.

## Listplacering
Inspelningen till Eden Kane nådde förstaplatsen på den brittiska singellistan i augusti 1961, och lå där i en vecka.